# Betegségelőny
A betegség az az állapot, melyben az életfolyamatok a normálistól eltérnek. A betegségek szenvedéssel, fájdalommal járhatnak, így általában az egyén arra törekszik, hogy ezt az állapotot megszüntesse. A betegségelőny kifejezés arra utal, hogy bizonyos helyzetekben egy betegség megjelenése nyereséggel járhat, legyen szó egy betegség által indokolt szabadságról, vagy kiemelt figyelemről, melyet a betegség következtében kap a beteg. Fontos, hogy a betegségelőnyök kihasználása nem jelenti azt, hogy a betegség és a szenvedés ne lenne valós.

## Pszichoanalitikus elmélet
A neurotikus állapotok nagy részének van valamilyen lélektani haszna a személyiség számára, a pszichoanalitikus elmélet ezt nevezte betegségelőnynek. A fogalmat Sigmund Freud alkotta meg. 

## A betegségelőnyök fajtái

### Elsődleges betegségelőny
A Freud által megalkotott fogalom a betegségelőny ezen fajtájával azonosítható. Ilyenkor a tünet vagy panasz védelmet nyújt súlyosabb pszichés feszültségek vagy alkalmazkodási zavarok ellen, mert lehetővé teszi a személyiség önszabályozását, legalább tünet vagy panasz árán. Ez gyakran hozzájárul a betegség létrejöttéhez, és fenntartja azt. 

### Másodlagos betegségelőny
A másodlagos betegségelőnyök valamilyen cél eléréséből fakadnak. Ezek lehetnek akár a kiemelt figyelem megszerzése, akár valamilyen feladat, kötelezettség alóli mentesülés. Ennek következtében a betegséghez a kiemelt figyelem, és az előnyök társulnak, így a beteg számára már megéri fenntartani a betegséget. 

### Harmadlagos betegségelőny
A harmadlagos betegségelőnyöknél már anyagi előnyökről beszélünk, például járadékok, betegszabadság, vagy biztosítás megszerzéséről. Ezek az előző kettőnél magasabb szintűek, hiszen ezeket már az állam és a társadalom nyújtja, nem a beteg közvetlen környezete. 